# Меса-Виста
Меса-Виста (англ. Mesa Vista) — статистически обособленная местность в округе Алпайн, штат Калифорния.

## География

Меса-Виста на карте округа

Общая площадь местности составляет 44 км². Высота центра населенного пункта — 1 672 м над уровнем моря.

## Демография
По данным переписи 2000 года, население Бэр-Валлей составляет 182 человека, 72 домохозяйства и 49 семей, проживающих в местности. Плотность населения равняется 4,1 чел/км². В местности располагается 85 единиц жилья со средней плотностью 1,9 ед/км². Расовый состав местности включает 87,36% белых, 3,30% черных или афроамериканцев, 6.04% коренных американцев, 0,55% представителей других рас и 2,75% представителей двух и более рас. 4,40% из всех рас — латиноамериканцы.
Из 72 домохозяйств 30,6% имеют детей в возрасте до 18 лет, 58,3% являются супружескими парами, проживающими вместе, 8,3% являются женщинами, проживающими без мужей, а 30,6% не имеют семьи. 23,6% всех домохозяйств состоят из отдельных лиц, в 2,8% домохозяйств проживают одинокие люди в возрасте 65 лет и старше. Средний размер домохозяйства составил 2,53, а средний размер семьи — 2,98..
В местности проживает 23,6% населения в возрасте до 18 лет, 3,8% от 18 до 24 лет, 25,8% от 25 до 44 лет, 36,3% от 45 до 64 лет, и 10,4% в возрасте 65 лет и старше. Средний возраст населения — 44 года. На каждые 100 женщин приходится 97,8 мужчин. На каждые 100 женщин в возрасте 18 лет и старше приходится 101,4 мужчин.
Средний доход на домашнее хозяйство составил $55 781, а средний доход на семью $65 250. Мужчины имеют средний доход в $33 750 против $25 625 у женщин. Доход на душу населения равен $21 906. 0% семей и 1,7% всего населения имеют доход ниже прожиточного уровня, в том числе 0% из них моложе 18 лет и 6,3% от 65 лет и старше.